# Fred Hearn
Fred Hearn (Louisville, 20 dicembre 1871 – Pasadena, 20 gennaio 1923) è stato un attore statunitense del cinema muto.

## Filmografia

### Attore
- Classmates, regia di James Kirkwood (1914)
- In the Fangs of Jealousy (1914)
- The Blunderer's Mark, regia di Webster Cullison (1914)
- Dead Men's Tales, regia di Webster Cullison (1914)
- Men and Women, regia di James Kirkwood (1914)
- Bransford in Arcadia; or, The Little Eohippus
- Mesquite Pete's Fortune
- The Aztec Treasure, regia di Webster Cullison (1914)
- The Squatter
- The Mystery of Grayson Hall
- The Lone Game, regia di Webster Cullison (1915)
- Terror
- The Answer, regia di Webster Cullison (1915)
- Beginning at the End
- Avarice (1915)
- Stepping Westward
- When the Call Came (1915)
- The Man with the Iron Heart, regia di George Nichols - cortometraggio (1915)
- The Sculptor's Model, regia di George Nichols - cortometraggio (1915)
- The Lost Messenger, regia di George Nichols - cortometraggio (1915)
- Locked In, regia di George Nichols - cortometraggio (1915)
- The Buried Treasure of Cobre, regia di Frank Beal - cortometraggio (1916)
- Tom Martin: A Man, regia di George Nichols - cortometraggio (1916)
- The Grinning Skull, regia di George Nichols - cortometraggio (1916)
- Number 13, Westbound, regia di Frank Beal - cortometraggio (1916)
- Queen of the Prophets
- The Cycle of Fate, regia di Marshall Neilan (1916)
- The Bad Samaritan
- Ashes
- The Mystery of My Lady's Boudoir
- Souls United
- The Law of Compensation, regia di Joseph A. Golden e Julius Steger (1917)
- Patsy, regia di John G. Adolfi (1917)
- My Four Years in Germany, regia di William Nigh (1918)
- The Burden of Proof, regia di John G. Adolfi e Julius Steger (1918)
- Hearts of Love
- Kaiser's Finish
- The Hidden Truth
- The Misleading Widow
- The Dark Star, regia di Allan Dwan (1919)
- The Golden Pomegranates, regia di Fred Paul (1924)

### Assistente regista
- The Burden of Proof, regia di John G. Adolfi e Julius Steger (1918)